# Düsseldorfer Debatte
Die Düsseldorfer Debatte war eine Zeitschrift, die von September 1984 bis Sommer 1988 erschien. Sie wurde von Michael Ben, Peter Maiwald und Thomas Neumann gegründet. Gegen sie, die bis dahin Mitglieder der DKP waren, wurden daraufhin Parteiordnungsverfahren eingeleitet, wobei Neumann einer Ordnungsmaßnahme durch Austritt zuvorkam.
In der Zeitschrift waren – neben den Herausgebern – u. a. Matthias Beltz, Jutta Brückner, Georg Fülberth, Sabine Kebir, Helmut Ridder und Franziska Wiethold regelmäßige Autoren.